# Ahmad Tejan Kabbah

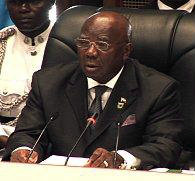
Ahmed Tejan Kabbah

Alhaji Ahmad Tejan Kabbah (n. 16 februarie 1932 - d. 13 martie 2014) a fost al treilea președinte al statului african Sierra Leone din 1996 până în 1997 și din nou din 1998 până în 2007. Mare parte a mandatului său a fost sub imperiul războiului civil cu Frontul Unit Revoluționat condus de Foday Sankoh, ceea ce a dus temporar la plecarea sa din post între mai 1997 și martie 1998. A fost curînd reinstaurat ca urmare a unei intervenții militare a Comunitatea Internațională a Statelor Vest-Africane (ECOWAS). Un alt capitol al războiului civil a dus la implicarea Națiunilor Unite și a englezilor în țară în anul 2000. Războiul civil a fost declarat încheiat în mod oficial în timpuriul 2002, iar Kabbah a reușit să cîștige încă un mandat de președinte mai tîrziu în același an.